# 静江府
静江府（せいこうふ）は、中国にかつて存在した府。宋代から明初にかけて、現在の広西チワン族自治区桂林市一帯に設置された。

## 概要
1133年（紹興3年）、南宋により桂州が静江府に昇格した。静江府は広南西路に属し、臨桂・興安・霊川・茘浦・修仁・義寧・永福・理定・古・陽朔の10県を管轄した。
1276年（至元13年）、元により広西道宣撫司が置かれた。1277年（至元14年）、広西道宣慰司と改められた。1278年（至元15年）、静江路総管府と改められた。静江路は湖広等処行中書省に属し、録事司と臨桂・興安・霊川・茘浦・修仁・義寧・永福・理定・古・陽朔の10県を管轄した。
1368年（洪武元年）、明により静江路は静江府と改められた。1372年（洪武5年）、静江府は桂林府と改称された。